# Storyboard
Un storyboard (din engleză scenariu vizual) este o reprezentare vizuală, sub formă de imagini și schițe, a gândurilor. În esență, plecând de la invenția sa inițială în arta filmului, scenariul vizual este o succesiune de desene, de regulă cu dialoguri, reprezentând cadrele de producție planificate pentru turnarea unui film sau producții TV, însă de la această utilizare inițială, procedeul s-a extins și în alte domenii. A fost inventat de Studiourile Walt Disney, în anii 1930, pentru a realiza desene animate.
Un scenariu vizual ține cont de toate aspectele unui proces, organizare, planificare sau concepte, dispuse în succesiune, astfel încât să poată  fi văzute de oricine. Realizarea scenariului vizual necesită un  grup restrâns de persoane, în mod ideal 4-10, în funcție de complexitatea subiectului.

## Situații de utilizare a scenariului vizual
Domeniile sau situațiile de utilizare a tehnicii scenariului vizual sunt foarte variate, de exemplu:
- în cazul în care se dezvoltă idei noi asupra unui anumit subiect;
- atunci când se planifică desfășurarea unui proiect pe etape;
- când se dezvoltă o diagramă de flux a unui proces tehnologic;
- atunci când se pregătește o prezentare publică a unei teme;
- când se expun planurile propuse;
- când se expun activitățile componente ale unui proiect sau rezultatele acestuia;
- când se pregătește un  film de desene animate, un film artistic sau o producție de televiziune. Uneori a fost folosit la pregătirea montării unei piese de teatru.

## Modul de întocmire al unui storyboard
Pentru întocmirea unui storyboard (scenariu vizual) se parcurg următorii pași.
- Se stabilește subiectul scenariului vizual . Acesta se scrie pe un carton mare și apoi se plasează în partea superioară a suprafeței de lucru (hârtie sau avizier). Subiecte uzuale pot fi: scopul, problema sau oportunitățile, costul, recomandări etc.
- Se organizează o ședință de brainstorming, pentru a stabili subiectele care trebuie luate în considerare. Acestea se scriu pe cartoane mari care vor reprezenta secțiunile scenariului general, anterior stabilit.
- Se discută fiecare secțiune în mod critic. Se stabilesc ce idei se repetă în diferitele secțiuni, precum și subiectele neimportante care ar trebui să fie eliminate. Unele secțiuni vor fi subcategorii pentru alte secțiuni și vor fi scrise separat. Membrii echipei pot aduce obiecții referitoare la orice este scris pe suprafața de lucru, de exemplu dacă un carton a fost îmbunătățit și apoi schimbat.
- Se alege o secțiune și se realizează un brainstorming de idei. Ideile vor fi scrise pe bilețele adezive și plasate sub secțiuni. Acestea se numesc subsecțiuni.
- Se discută ideile în mod critic.
- Se continuă a se genera subsecțiuni pentru fiecare secțiune.
- Se adaugă detalii pentru a completa scenariul. În acest scop:

- se includ copii sau imagini de diagrame sau grafice importante, poze sau schițe;
- se realizează legături între idei și se indică aceste conexiuni folosind săgeți sau linii;
- se adaugă scenariului bilețele adezive denumite completări în dreptul oricărui carton.
- Odată ce modelul este terminat, scenariul vizual poate fi finisat și cizelat, prin prelucrarea cuvintelor folosind computerul sau prin adăugarea unor imagini grafice.

Harta minții este un alt exemplu de instrument care utilizează comunicarea vizuală a planurilor sau ideilor.

## Afaceri
Scenariile utilizate pentru planificarea campaniilor publicitare, cum ar fi producția de videoclipuri corporative, spoturi publicitare, ofertesau alte prezentări de afaceri menite să convingă sau să constrângă la acțiune sunt cunoscute sub numele de planșe de prezentare. Planșele de prezentare tind să aibă randări de o calitate mai mare decât planșele de film, deoarece trebuie să transmită expresie, aspect și dispoziție. Crearea unui storyboard oferă o imagine de ansamblu a aranjării informațiilor în toate videoclipurile.
Unele firme de consultanță își instruiesc personalul în această tehnică atunci când elaborează prezentări pentru clienți, folosind adesea "tehnica hârtiei de împachetat", care constă în lipirea diapozitivelor de prezentare (în versiuni succesive, pe măsură ce se fac modificări) pe o foaie mare de hârtie kraft care poate fi rulată pentru a fi transportată cu ușurință. Scenariul inițial poate fi la fel de simplu ca niște titluri de diapozitive în notițe Post-It, care sunt apoi înlocuite de proiectele de diapozitive de prezentare pe măsură ce sunt create.